# Grand Prix automobile d'Elkhart Lake
Le Grand Prix d'Elkhart Lake était une épreuve de Champ Car se déroulant sur le circuit de Road America à Elkhart Lake dans le Wisconsin aux États-Unis. Ce rendez-vous existait depuis 1982 et était au calendrier du championnat de Champ Car tous les ans depuis cette date, sauf en 2005.
L'épreuve renaît dans le cadre du championnat IndyCar Series en 2016.

## Noms officiels
Les différents noms officiels du Grand Prix automobile d'Elkhart Lake au fil des éditions :
- 1982 : Road America 200
- 1983-1985 : Provimi Veal 200
- 1986 : Race for Life 200
- 1987-1989 : Road America 200
- 1990-1998 : Texaco/Havoline 200
- 1999 : Texaco/Havoline 220
- 2000-2001 : Motorola 220
- 2002 : Grand Prix at Road America Featuring the Motorola 220
- 2003 : Mario Andretti Grand Prix at Road America Presented by Briggs & Stratton
- 2004 : Champ Car Grand Prix of Road America Presented by the Chicago Tribune
- 2006 : Grand Prix of Road America
- 2007 : Generac Grand Prix
- 2016 : Grand Prix of Road America

## Historique
La première course de Champ Car (anciennement CART) se tient en 1982.
Après la disparition du Champ Car en 2008, l'épreuve n'est pas organisée. En 2016, l'épreuve revient dans l'IndyCar Series.
En raison de la pandémie de Covid-19, l'Indycar organise 2 courses en 2020.

## Palmarès
| Année   | Vainqueur              | Voiture                | Championnat            | Résultats     |
| ------- | ---------------------- | ---------------------- | ---------------------- | ------------- |
| 1982    | Héctor Rebaque         | March-Cosworth         | CART World Series      | Résultats     |
| 1983    | Mario Andretti         | Lola-Cosworth          | CART World Series      | Résultats     |
| 1984    | Mario Andretti         | Lola-Cosworth          | CART World Series      | Résultats     |
| 1985    | Jacques Villeneuve Sr. | March-Cosworth         | CART World Series      | Résultats     |
| 1986    | Emerson Fittipaldi     | March-Cosworth         | CART World Series      | Résultats     |
| 1987    | Mario Andretti         | March-Cosworth         | CART World Series      | Résultats     |
| 1988    | Emerson Fittipaldi     | Lola-Chevrolet         | CART World Series      | Résultats     |
| 1989    | Danny Sullivan         | Penske-Cosworth        | CART World Series      | Résultats     |
| 1990    | Michael Andretti       | Lola-Chevrolet         | CART World Series      | Résultats     |
| 1991    | Michael Andretti       | Lola-Chevrolet         | CART World Series      | Résultats     |
| 1992    | Emerson Fittipaldi     | Penske-Chevrolet/Ilmor | CART World Series      | Résultats     |
| 1993    | Paul Tracy             | Penske-Chevrolet/Ilmor | CART World Series      | Résultats     |
| 1994    | Jacques Villeneuve     | Reynard-Ford/Cosworth  | CART World Series      | Résultats     |
| 1995    | Jacques Villeneuve     | Reynard-Ford/Cosworth  | CART World Series      | Résultats     |
| 1996    | Michael Andretti       | Lola-Ford/Cosworth     | CART World Series      | Résultats     |
| 1997    | Alessandro Zanardi     | Reynard-Honda          | CART World Series      | Résultats     |
| 1998    | Dario Franchitti       | Reynard-Honda          | CART World Series      | Résultats     |
| 1999    | Christian Fittipaldi   | Swift-Ford/Cosworth    | CART World Series      | Résultats     |
| 2000    | Paul Tracy             | Reynard-Honda          | CART World Series      | Résultats     |
| 2001    | Bruno Junqueira        | Lola-Toyota            | CART World Series      | Résultats     |
| 2002    | Cristiano da Matta     | Lola-Toyota            | CART World Series      | Résultats     |
| 2003    | Bruno Junqueira        | Lola-Ford/Cosworth     | CART World Series      | Résultats     |
| 2004    | Alex Tagliani          | Lola-Ford/Cosworth     | Champ Car World Series | Résultats     |
| 2005    | Pas de course          | Pas de course          | Pas de course          | Pas de course |
| 2006    | A.J. Allmendinger      | Lola Ford/Cosworth     | Champ Car World Series | Résultats     |
| 2007    | Sébastien Bourdais     | Panoz-Cosworth         | Champ Car World Series | Résultats     |
| 2008-15 | Pas de course          | Pas de course          | Pas de course          | Pas de course |
| 2016    | Will Power             | Dallara-Chevrolet      | IndyCar Series         | Résultats     |
| 2017    | Scott Dixon            | Dallara-Honda          | IndyCar Series         | Résultats     |
| 2018    | Josef Newgarden        | Dallara-Chevrolet      | IndyCar Series         | Résultats     |
| 2019    | Alexander Rossi        | Dallara-Honda          | IndyCar Series         | Résultats     |
| 2020    | Scott Dixon            | Dallara-Honda          | IndyCar Series         | Résultats     |
| 2020    | Felix Rosenqvist       | Dallara-Honda          | IndyCar Series         | Résultats     |
| 2021    | Álex Palou             | Dallara-Honda          | IndyCar Series         | Résultats     |
| 2022    | Josef Newgarden        | Dallara-Chevrolet      | IndyCar Series         | Résultats     |